# Lars-Olof Strandberg
Lars-Olof Strandberg, född 6 augusti 1937 i Ystads församling i Malmöhus län, död 5 juli 2024 i Nacka distrikt i Stockholms län, var en svensk militär.

## Biografi
Strandberg avlade officersexamen vid Krigsskolan 1959 och utnämndes samma år till fänrik i armén, varefter han befordrades till kapten vid Wendes artilleriregemente 1967. Han blev 1969 detaljchef vid Arméstaben och 1972 major i Generalstabskåren. År 1976 befordrades han till överstelöjtnant och tjänstgjorde 1976–1980 vid staben i Södra militärområdet: 1976–1979 som avdelningschef och 1979–1980 som sektionschef. Åren 1980–1982 tjänstgjorde han åter vid Wendes artilleriregemente. Han befordrades 1982 till överste, varefter han var chef för Norrlands artilleriregemente 1982–1985. År 1985 befordrades han till överste av första graden, varpå han var sektionschef vid Arméstaben 1985–1987. Han var stabschef i Bergslagens militärområde 1987–1989 och i Nedre Norrlands militärområde 1989–1991, varefter han var befälhavare för sistnämnda militärområde 1992–1993. Åren 1993–1994 stod han till överbefälhavarens förfogande och 1994–1997 var han försvarsattaché vid ambassaden i Washington.
Lars-Olof Strandberg var från 2000 till 20??[källa behövs] ordförande i Riksorganisationen för prostatacancer, namnändrad till Prostatacancerförbundet 2005. Han utsågs till hedersledamot av Prostatacancerförbundet 2015.